# Melanitis bela
Melanitis bela är en fjärilsart som beskrevs av Moore 1857. Melanitis bela ingår i släktet Melanitis och familjen praktfjärilar. Inga underarter finns listade i Catalogue of Life.